# Rotrandiger Bartläufer

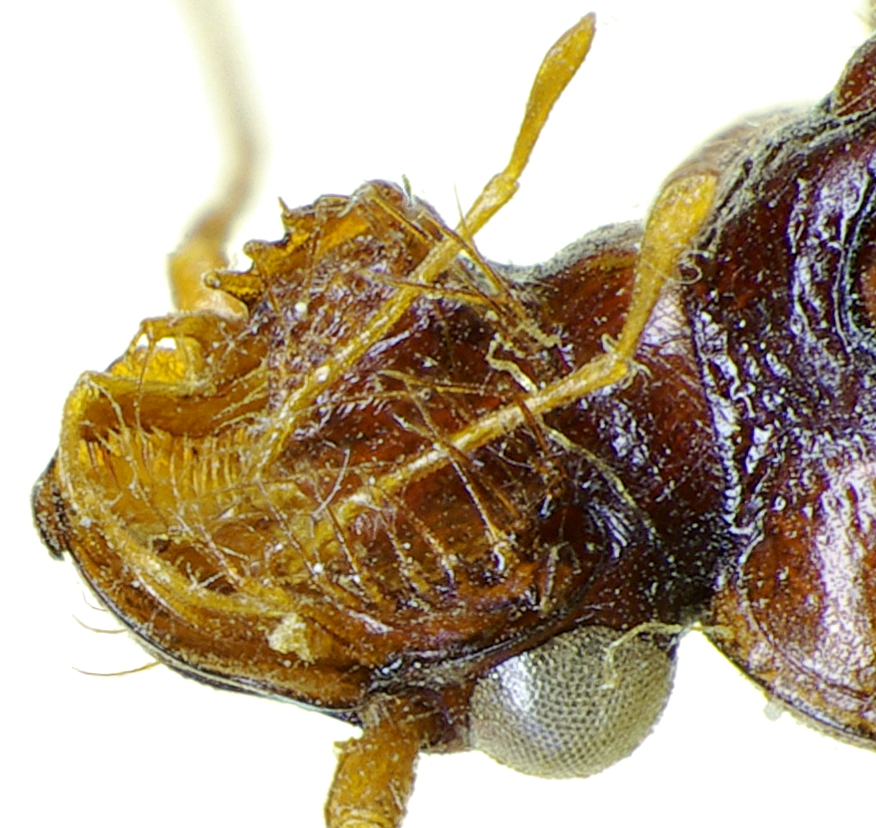
Abb. 1: Kopfunterseite mit Fangkorb von Leistus ferrugineus (Kiefertaster nach hinten gelegt, Lippentaster entfernt)

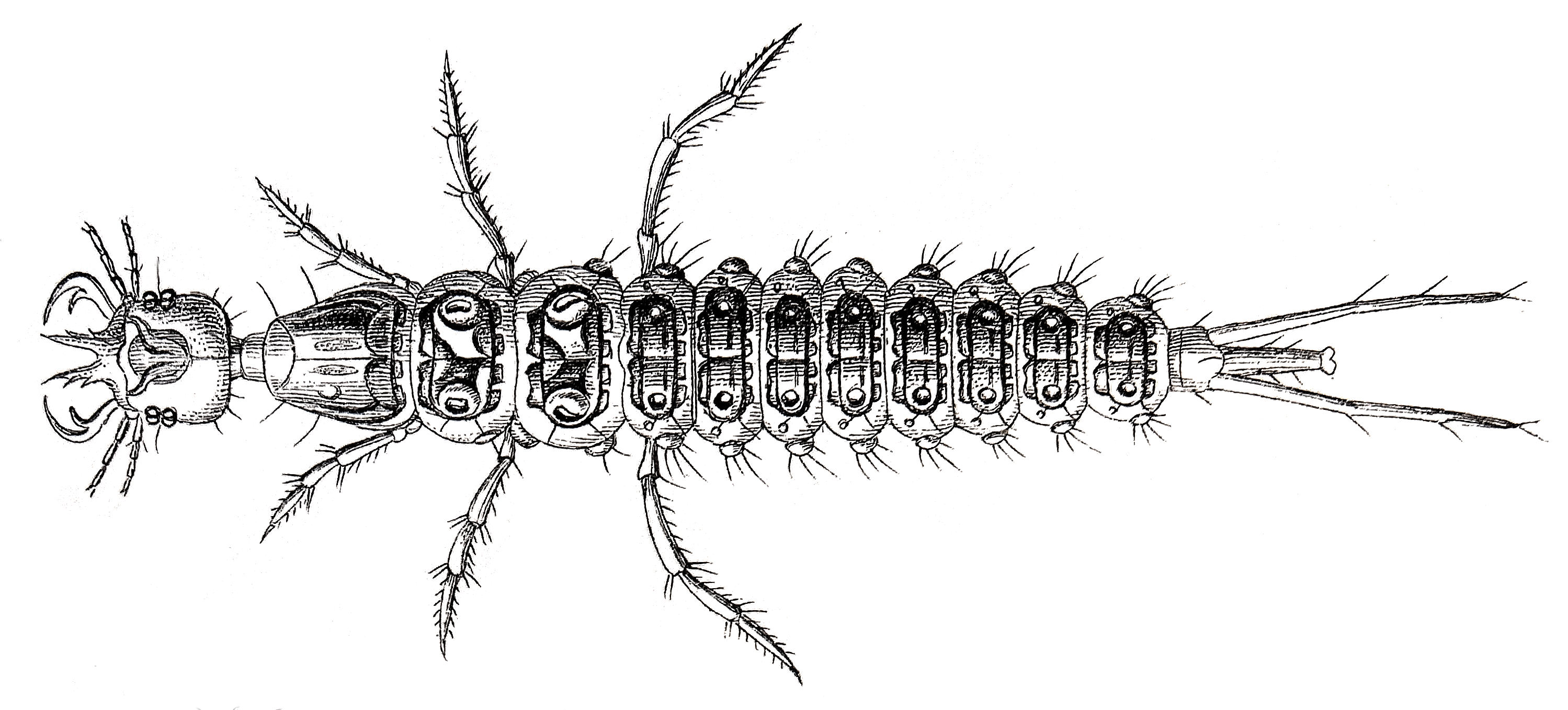
Abb. 2: Larve von Leistus rufomarginalis

Der Rotrandige Bartläufer (Leistus rufomarginatus) ist ein Käfer aus der Familie der Laufkäfer und der Unterfamilie Nebriinae. Synonyme sind Leistus otomanus Schweiger 1970 und Leistus italicus A. Fiori 1913. Die Gattung Leistus ist in Europa mit über vierzig Arten vertreten. Der Rotrandige Bartläufer gehört mit sechzehn weiteren europäischen Arten zur Untergattung Pogonophorus.
Der Gattungsname Leistus von altgriechisch ληίστης ‚leïstes‘ ‚Räuber‘ drückt aus, dass die Art räuberisch lebt. Der Name der Untergattung Pogonophorus von altgriechisch πώγων ‚pōgon‘ ‚Bart‘ und φορώς ‚phorós‘ ‚tragend‘ bedeutet ‚Bartträger‘. Der Ausdruck ist in den von der Seite sichtbaren Borsten der Mundwerkzeuge begründet. Der Artname rufomarginatus von lat. ‚rūfus‘ ‚rot‘ und ‚marginātus‘ ‚gerandet‘ bezieht sich auf den roten Rand des Halsschildes.

## Merkmale des Käfers
Der Käfer erreicht eine Länge von 7,5 bis 9,5 Millimetern. Bei ausgefärbten Exemplaren sind Kopf, Brustschild und Flügeldecken schwarzbraun, Beine, Fühler und Mundwerkzeuge sind heller und rötlich braun.
Beim Betrachten des Kopfes fallen sofort die sehr breiten, lamellenartigen und nur vergleichsweise schwach sklerotisierten Oberkiefer auf, die seitlich den Kopf überragen. Sie sind seitlich heruntergezogen, auf der Außenseite im basalen Bereich gefurcht und tragen in dieser Furche einen Porenpunkt mit Borste. Sie sind scharf zugespitzt, der rechte Oberkiefer trägt innen einen Zahn, der dem linken fehlt. Die Unterkiefer sind verbreitert und tragen am Außenrand drei auffallende Zähne und weitere zahnartige Erweiterungen sowie in Reihe angeordnete lange Borsten. Die viergliedrigen Kiefertaster und die dreigliedrigen Lippentaster sind schlank und lang, ihre Endglieder abgestutzt. Die Unterlippe ist dreizähnig und an der Basis ringsum bedornt. Auch die Oberlippe ist vorn steif bewimpert. Insgesamt bilden die Borsten der Mundwerkzeuge bei allen Arten der Gattung Leistus einen nach unten geöffneten Fangkorb, der das Entkommen der überraschten Beutetiere (hauptsächlich Springschwänze) verhindert (Abb. 1). Die elfgliedrigen Fühler sind fadenförmig, die letzten acht Glieder fein behaart. Das dritte Fühlerglied ist nur etwa doppelt so lang wie das zweite. Die rundlichen Augen sind halbkugelförmig gewölbt.
Der herzförmige Halsschild ist fast doppelt so breit wie lang. Sein Rand ist durch eine breite Rinne (Halsschildkehle) abgesetzt, die an der Seite deutlich breiter ist als das zweite Fühlerglied lang. Die Halsschildkehle ist im Gegensatz zur Halsschildmitte deutlich punktiert und rötlich braun. Zur Basis hin verschmälert sich der Halsschild etwa auf die Breite des Kopfes.
Auch die Flügeldecken haben einen helleren, aber weniger auffallenden Rand. Sie sind lang und schlank. An der Basis tragen sie außen ein Basalzähnchen. Hinter der Basis verbreitern sie sich schnell und werden hinter der Hälfte breiter als der Halsschild, aber Schultern sind höchstens angedeutet. Am Ende sind die Flügeldecken gemeinsam zugespitzt. Sie tragen neun markante Punktstreifen und einen weiteren stark verkürzten Streifen neben dem Schildchen (Scutellarstreif).
Die vorderen Hüfthöhlen sind hinten offen. Die Beine sind lang und schlank und verraten den schnellen Läufer. Die Tarsen sind alle deutlich fünfgliedrig.

## Larve
Die Larven zeichnen sich durch das langgezogene erste Brustsegment, den gestielten Kopf und die beiden langen Cerci aus. Dies gilt jedoch für alle Larven der Gattung. Bei Leistus rufomarginatus tragen die Cerci nur sehr kurze Borsten (Abb. 5).

## Biologie
Die Art ist bezüglich der Wahl des Lebensraums nicht wählerisch, es genügt, dass die Feuchtigkeit hoch ist. Der Käfer kommt vorzugsweise in der Bodenstreu von feuchten Laubwäldern vor, seltener auch in Wiesen und anderen offenen Lebensräumen. In höheren Lagen ist er auch in Nadelwald anzutreffen. Die Tiere werden gewöhnlich als gute Flieger mit voll ausgebildeten Flügeln geschildert (makropter), an anderen Orten mit verkümmerten Flügeln (brachypter) und flugunfähig. Das Vorkommen makropterer und brachypterer Populationen innerhalb der gleichen Art ist jedoch bei Laufkäfern öfter anzutreffen.
Die Imagines sind in Mitteleuropa im Herbst aktiv. Die Art überwintert hier fast ausschließlich als Larve und selten als Imago.

## Verbreitung
Die Art ist in Europa weit verbreitet und ihr Verbreitungsgebiet in Ausdehnung begriffen. Der Käfer fehlt im Südwesten (Spanien, Portugal) und im äußersten Norden. Auch innerhalb Mitteleuropas nimmt die Häufigkeit von Osten nach Westen und nach Norden ab. Die Art breitete sich postglazial von den Rückzugsgebieten im Balkan aus. In Großbritannien wurde sie um die Mitte des 20. Jahrhunderts erstmals gemeldet und verbreitete sich rasch. Heute ist sie im Südosten der Insel am häufigsten, aber in ganz England vertreten. Inzwischen ist die Art auch aus Schottland gemeldet. Die nördliche Verbreitungsgrenze verläuft in Europa durch Norwegen, Schweden und Litauen.